# Czerwony szlak turystyczny Busko-Zdrój – Solec-Zdrój
 Czerwony szlak turystyczny Busko-Zdrój – Solec-Zdrój – szlak turystyczny na terenie Ponidzia.

## Opis szlaku
Szlak o długości 27 km. Prowadzi przez Garb Wójczańsko-Pińczowski i Nieckę Solecką.

## Przebieg szlaku
| Odległość | Atrakcje                                                                   | Punkt                   | Skrzyżowania szlaków  |
| --------- | -------------------------------------------------------------------------- | ----------------------- | --------------------- |
| 0,0 km    | klasztor · kościół · muzeum · kaplica · zabytek judaizmu · park · cmentarz | Busko-Zdrój PKS         |                       |
| 2,5 km    |                                                                            | Owczary                 |                       |
| 6,0 km    | zabytek                                                                    | Pęczelice               |                       |
| 7,0 km    |                                                                            | Kapturów                |                       |
| 7,5 km    | grodzisko                                                                  | grodzisko w Szczaworyżu |                       |
| 8,5 km    | zabytek techniki                                                           | Skotniki Małe           |                       |
| 12,5 km   | punkt widokowy                                                             | Sułkowice               |                       |
| 18,5 km   |                                                                            | Piasek Mały             |                       |
| 22,0 km   |                                                                            | Żuków                   |                       |
| 23,5 km   | dwór                                                                       | Zborów                  |                       |
| 27,0 km   | kościół · zabytek · park                                                   | Solec-Zdrój PKS         | Grochowiska – Wiślica |

## Galeria

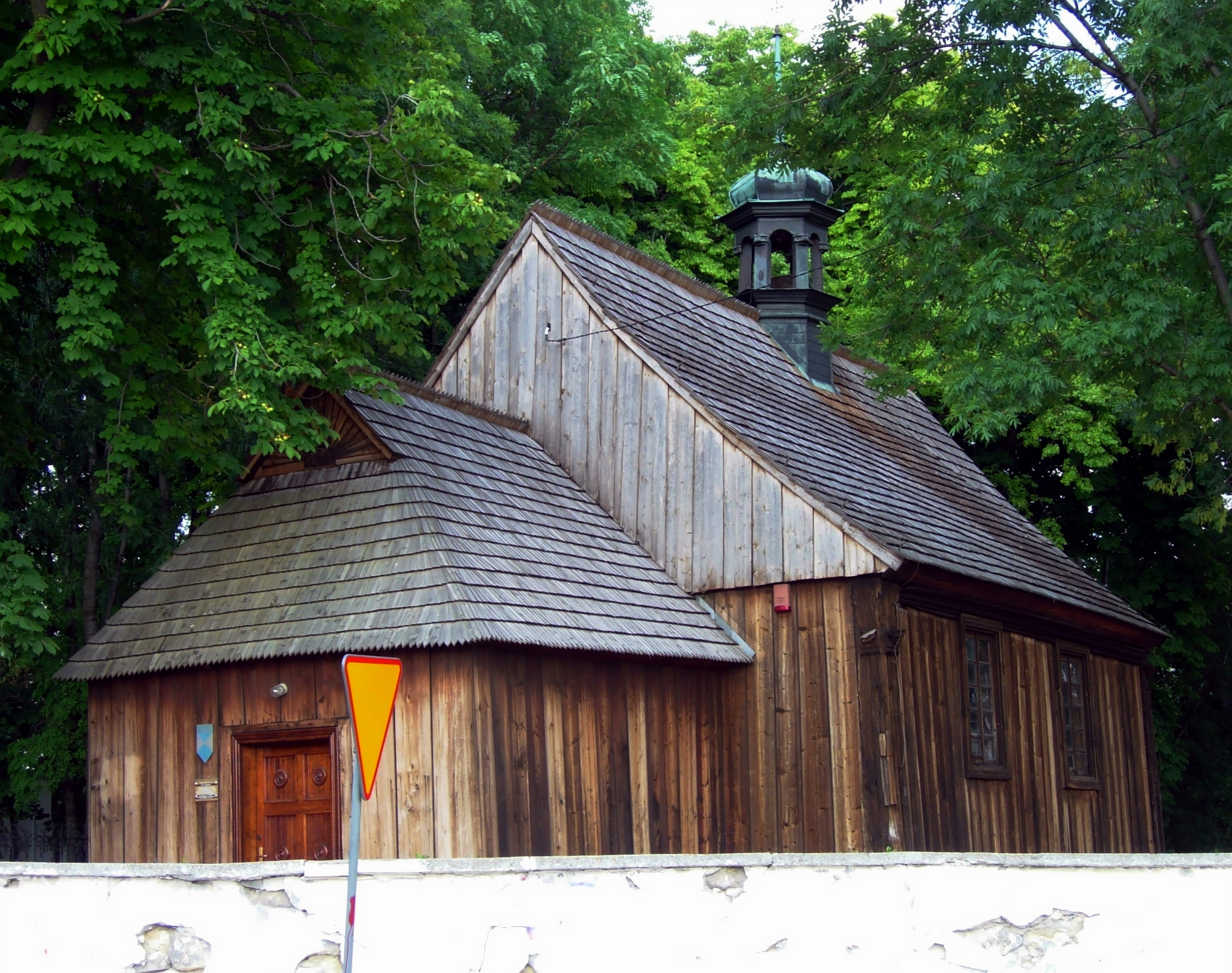
Drewniany kościół św. Leonarda w Busku-Zdroju